# 田蓑神社
田蓑神社（たみのじんじゃ）は、大阪市西淀川区佃にある神社である。祭神は、住吉三神（底筒之男命・中筒之男命・表筒之男命）、神功皇后。

## 由緒
- 869年（貞観11年）9月15日に鎮座したと伝わる[1]。田蓑神社略由緒によると、神功皇后が三韓征伐の帰途にこの地を立ち寄られ、その際に島の海士が白魚を献上し、その海士を奉ったのが興りとされている。その数百年後、この地を開拓するとその海士が出現し、「神功皇后の御船の鬼板を伝え守って数百年、この神宝を安置して住吉大明神をお奉りせよ」と申されたため創建された。この船の鬼板は田蓑神社の神宝として奉られている[1]。
- 田蓑姫神社として創建されたが、寛保元年（1741年）に住吉神社と名を変え、1868年（明治元年）に田蓑神社に改名した[1]。
- 徳川家康と深い縁があることでも知られ、天正14年（1586年）に家康が多田の廟（兵庫県川西市の多田神社[2]）に参詣する際、田簑嶋と呼ばれていたこの地の漁民が神崎川の渡船を務め、その恩賞として全国での漁業権と税の免除を認めたという[1]。このとき家康は田も作るよう命じたことから地名を佃に改めたという[1]。
- 天正18年（1590年）8月の家康の関東下向の際には、この地の33人と田蓑嶋神社宮司、平岡正太夫の弟、権太夫好次が当神社から分霊して江戸へ向かい、安藤対馬守、石川大隅守の邸内に一時奉祭した[1]。その後、寛永年間に鉄砲洲を拝領し、大阪と同じ佃と名付け、正保3年（1646年）6月29日に住吉四柱大神と徳川家康を祀り住吉神社となった[1]。

## 祭礼
- 歳旦祭（1月1日）
- 節分祭（2月3日）
- 初午祭（2月初午）
- 東照宮祭（5月17日）
- 大祭（夏祭）（7月31日・8月1日）
  - 田蓑神社最大の祭である。祭の当日には「こどもふとん太鼓」と称して、田蓑神社氏子青年団の先導の下、地域の子供達によってふとん太鼓大小各1台が佃地区内を巡行し、要所で大阪締めを行っている。また、拝殿では巫女による御神楽も見ることができる。規模こそ大きくはないが、夜店も10軒余出店している。
- 例祭（秋祭）（10月16日・17日）
- 戦没者慰霊祭（11月3日）
- 神札頒布始祭（12月第1日曜日）

## 境内

### 境内社
いずれも本殿の西側に整然と並び奉られている。
- 東照宮（徳川家康）及び金毘羅宮（大物主大神）
  - 東照宮は、佃漁民と徳川家康との深い関わりによって奉られており、毎年5月17日には東照宮祭も営まれている。
- 稲生社（宇賀御魂神）：いわゆる「お稲荷さん」。
- 七重之社（天照皇大神、猿田彦神、事代主大神、大国主大神、応神天皇、少彦名明神、菅原道真）

### 石碑等
- 佃漁民ゆかりの地の石碑
  - 大阪市によって1964年（昭和39年）建立。2006年（平成18年）、水産庁が発表した「未来に残したい漁業漁村の歴史文化財産百選」に大阪府内で唯一選定されている。
- 謡曲「芦刈」の石碑
  - 昔は佃周辺の海岸沿いは芦が群生していたことから、謡曲「芦刈」の舞台として、その碑が建立されている。
- 紀貫之の歌碑
  - 平安時代、紀貫之が旅の途中に田蓑嶋(現在の佃)に立ち寄った際に詠んだ次の歌が、歌碑として建立されている。

雨により　田蓑の嶋を　けふゆけど　なにはかくれぬ　ものにぞありける--古今和歌集より
- 御垣内の狛犬
  - 狛犬の1つは、1702年（元禄15年）に奉納されたと記録されており、大阪府内で最も古い狛犬であるとされている。
- 御旅所跡碑
  - 田蓑神社では古来より御旅が行われていたが、1865年（慶応元年）の水害により神具一式を流失してしまい、翌年より中止を余儀なくされた。その御旅所跡を偲んで、千船病院（阪神電鉄本線千船駅に隣接する）前に建立されている。境内地ではないが、田蓑神社ゆかりの石碑の1つである。

## 阪神・淡路大震災による被災
- 1995年（平成7年）1月17日の阪神・淡路大震災（兵庫県南部地震）により、佃地区は液状化現象やライフラインの一時寸断などにより大きな被害となった。田蓑神社も、社殿が傾き社務所が全壊、標柱も倒壊し、その他鳥居・灯篭・参道に至るまで大きな被害をこうむった。
- 拝殿、社務所等は1995年（平成7年）10月には復興、参道も2000年（平成12年）7月に復興することができた。しかし、1985年（昭和60年）に建設された史料館は、展示ケースの破損などにより、2010年（平成22年）現在も閉鎖されたままである。
- 震災で倒壊した標柱は、金属枠で補強された上で、震災復興モニュメントとして、参道の傍らに保存されている。

## 交通
- 阪神電鉄本線千船駅下車 徒歩15分
- JR東西線御幣島駅下車　徒歩20分
  - 表参道は境内南西側だが、北西側及び北東側にも参道があり、それぞれ住宅地、児童公園に繋がっている。通り抜けする地域住人も多く、境内では「境内を通り抜けの方へ 神前では一礼をして通りましょう」という看板を数か所で見ることができる。